# Bell (Kalifornia)
Bell – miasto w Stanach Zjednoczonych, w stanie Kalifornia, w hrabstwie Los Angeles.